# Калягин, Борис Александрович
Бори́с Алекса́ндрович Каля́гин (10 сентября 1938, Москва — 5 декабря 2022, Москва) — советский журналист-международник, педагог, политический обозреватель Центрального телевидения и Всесоюзного радио. Кандидат исторических наук (1966).

## Биография
В 1962 году окончил Институт восточных языков при МГУ по специальности «язык хинди и литература Индии» и присвоением квалификации «референт-востоковед». Один год учился в Делийском университете. В 1966 году защитил диссертацию на соискание учёной степени кандидата исторических наук по теме «Государственный капитализм в сельском хозяйстве Индии».
Работал корреспондентом ЦТ СССР в Индии, после возвращения занял должность заместителя главного редактора программы «Время» и руководителя международного отдела Центрального телевидения.
Был ведущим передач «Международная панорама» и «Сегодня в мире».
Работал собственным корреспондентом в Великобритании и США.
Весной 1987 года в составе группы советских журналистов (с Т. Колесниченко и В. Симоновым) взял интервью у премьер-министра Великобритании Маргарет Тэтчер после её встречи с Михаилом Горбачёвым, что стало первым подобного рода интервью в истории советской тележурналистики.
В 1992 году вышел фильм «Америкэн бой», где Борис Калягин сыграл эпизодическую роль телеобозревателя.
В 1995—1998 — заведующий кафедрой информационной политики и информационных исследований Гуманитарного института телевидения и радиовещания имени М. А. Литовчина.
Действительный член Евразийской академии телевидения и радио.
Преподавал на факультете медиакоммуникаций Высшей школы экономики.
Скончался 5 декабря 2022 года в своей квартире в Москве. Похоронен на Троекуровском кладбище.

## Награды и признание[4]
- два ордена «Знак почёта»;
- орден Дружбы народов (14 ноября 1980 года) — «За большую работу по подготовке и проведению Игр XXII Олимпиады»[7];
- пять ведомственных медалей;
- премия имени Вацлава Воровского;
- диплом «Лучшие перья России»;
- почётный диплом Евразийской академии телевидения и радио — «За выдающийся вклад в создание и развитие телевидения и радио».